# Caudella bipolaris
Caudella bipolaris är en svampart som beskrevs av O.L. Pereira 2006. Caudella bipolaris ingår i släktet Caudella och familjen Microthyriaceae.   Inga underarter finns listade i Catalogue of Life.